# Parc historique d'État de Los Angeles
Le parc historique d'État de Los Angeles (en anglais : Los Angeles State Historic Park ou LASHP) est un parc d'État en cours de développement dans le quartier de Chinatown, à Los Angeles, en Californie, aux États-Unis. Également appelé Cornfield Park (« parc du champ de maïs »), le site, auparavant occupé par des friches industrielles, se compose d'un long espace ouvert entre Spring Street et la ligne A du métro de Los Angeles. Situé à l'extérieur de la principale zone commerciale et résidentielle de la partie nord-est de Chinatown, le quartier est à proximité et au sud-est du quartier Elysian Park.

## Histoire
Cet ancien site de la River Station (en) de la Southern Pacific Transportation Company (1876-1901) est considéré comme le « Ellis Island de Los Angeles », puisque c'est là où les nouveaux arrivants de l'Est débarquaient,,. Le maïs, tombé des wagons et ayant germé le long de la voie de chemin de fer, a donné au site le surnom de Cornfield (champ de maïs). Le site de 13 hectares a été aménagé en parc d'État en 2001.

## Développement du parc
En 2001, un vestige historique du canal d'irrigation des Amérindiens pueblos de Zanja Madre, sur une section de moins de 3 m2, est découvert. En 2005, une partie de la friche industrielle est transformée durant une saison en champ de maïs, dans le cadre d'un projet artistique appelé Not a Cornfield (« Pas un champ de maïs »).
En 2006, un concours est organisé en collaboration avec la California State Parks Foundation pour sélectionner le plan de masse du parc. C'est la société Hargreaves and Associates de San Francisco qui remporte le concours. La première mouture du site a ouvert le 23 septembre de la même année.
Le développement du parc est considéré comme lent ; le déficit budgétaire de la Californie a contraint les dirigeants à revoir, en 2010, la planification des opérations, leur affectant 18 millions de dollars au lieu des 55 millions de dollars prévus. Les plans d'un pont et fontaine à eau, de jardins à thème, un restaurant haut de gamme, et un centre d'écologie comprenant des zones humides réhabilitées sont repoussés, tandis que la construction d'un centre d'accueil, d'un portail d'entrée, et de la promenade surplombant la fouille de la rotonde du chemin de fer est alors prévue pour la fin 2013. D'autres équipements en projet comprennent une zone de feu de camp, des toilettes, et un parking avec un espace pour camions-restaurants. Ces éléments sont programmés pour être entrepris plus tard, si le financement en est trouvé.
Jusqu'en 2014, de nombreuses foires communautaires et des rassemblements sont organisés dans le parc, dans lequel on peut trouver plusieurs plaques qui retracent l'histoire de Cornfield, de Chinatown et du centre-ville de Los Angeles.
En avril 2014, d'importants travaux sont entrepris, nécessitant la fermeture totale du parc. La réouverture est programmée début 2017.